# مهدی مهدوی آزاد
مهدی مهدوی آزاد (زاده ۱۳۵۴)دکترا روزنامه‌نگاری، فعال سیاسی تحلیلگر مسائل سیاسی و مجری موفق فارسی‌زبان است که تابعیت آلمان را دارد و هم‌اکنون در لندن زندگی می‌کند.
او مدیرمسئولی سایت‌های شهاب نیوز و آفتاب نیوز و همکاری با نشریاتی چون پیام آزادی، آفتاب یزد، حیات نو، صدای عدالت، ملت و روزنامه‌های ایران و همشهری را در سوابق حرفه‌ای خود دارد

## زندگی
مهدی مهدوی آزاد فعالیت مطبوعاتی خود را از سال ۱۳۷۸ آغاز کرد. او در سال ۱۳۸۸ مدیرمسئول سایت شهاب نیوز بود.
دکترای روزنامه‌نگاری را در دانشگاه بن آلمان تحصیل کرده است.

### نخستین بازداشت
نخستین تجربه بازداشت مهدوی‌آزاد توسط وزارت اطلاعات، به دنبال نگارش کتابی انتقادی علیه سیاست‌های هسته‌ای جمهوری اسلامی و انتشار آن به صورت مقالات پیاپی در سایت آفتاب نیوز بود که سردبیری آن در آن زمان به عهده مهدی مهدوی‌آزاد بود. خبر این بازداشت در آن هنگام با سکوت خبری مواجه شد.

### بازداشت در سال ۱۳۸۸ و خروج از ایران
مهدوی‌آزاد، سه شنبه ۲ تیرماه سال ۱۳۸۸ توسط پلیس سایبری سپاه پاسداران بازداشت و به سلول‌های انفرادی بند ۲۴۰ زندان اوین منتقل شد. در زمان دستگیری او مدیرمسئول سایت شهاب نیوز بود. خانوادهٔ او پس از بازداشت، مانند دیگر بازداشت شدگان عقیدتی و مطبوعاتی، تحت فشار بودند تا اخبار مربوط به شرایط او را رسانه‌ای نکنند. مهدی مدت چهل روز را در یکی از سلول‌های انفرادی بند ۲۴۰ گذراند و ساعت‌های متوالی تحت بازجویی قرار گرفت. او بعدها گفت که غالب بازجوها با او برخورد مودبانه‌ای داشته‌اند.
در ایام بی‌خبری از مهدی و در شرایطی که خانواده او مجاز به انتشار اخبار مربوط به بازداشتش نبودند، سازمان عفو بین‌الملل و فدراسیون بین‌المللی روزنامه نگاران با صدور بیانیه‌هایی خواستار آزادی او شدند. در نهایت او با تودیع وثیقه ۲۰۰ میلیون تومانی به‌طور موقت از زندان آزاد شد تا در انتظار حکم دادگاه خود باشد.
پرونده مهدوی‌آزاد ابتدا در دادسرای جرایم اینترنتی توسط قاضی مورد رسیدگی قرار گرفت و پس از آن به بازپرسی دوم خیابان معلم ارسال شد و اولین جلسه دادگاهش در پاییز سال ۱۳۸۸ برگزار شد. اتهام او برای «توهین به رهبری»، متن سخنرانی‌اش، دو هفته پیش از انتخابات و در ستاد انتخاباتی میرحسین موسوی در تهران بود که در دادگاه بابت این اتهام تبرئه شد، اما برای اتهام «تبلیغ علیه نظام» با مصادیقی همچون گفت و گو با رسانه‌های فارسی‌زبان خارج از کشور و نیز برای اتهام «تلاش برای برهم زدن نظم عمومی» از طریق انتشار اخبار تجمعات و متن بیانیه‌های آقایان موسوی، کروبی و هاشمی رفسنجانی در دادگاه بدوی توسط قاضی مقیسه به تحمل چهار سال و نیم حبس تعزیری و برای اتهام «توهین به محمود احمدی‌نژاد» به مصداق نوشتن مقاله «چرا احمدی‌نژاد نه؟ چرا موسوی آری؟»، به تحمل ۷۴ ضربه شلاق محکوم شد.
مهدی مهدوی آزاد پیش از تأیید حکم نهایی در دادگاه تجدید نظر از کشور خارج شد و در کشور آلمان به فعالیت‌های مطبوعاتی خود ادامه داد. او به عنوان کارشناس سیاسی در شبکه‌های تلویزیونی فارسی‌زبان خارج از کشور به تحلیل مسایل سیاسی کشور می‌پردازد.

## مناظره تلویزیونی با الهه هیکس
مصاحبهٔ زنده تلویزیونی مشترک یا مناظره مهدی مهدوی‌آزاد و الهه هیکس در شبکه ایران اینترنشنال در برنامه تیتر اول با اجرای فرداد فرحزاد در ۳ مرداد ۱۴۰۰ جنجالی و پرتنش شد و بسیار مورد توجه قرار گرفت. در این برنامه، الهه هیکس که بدون ارائه مدرک در توییتر گفته بود اعضای مسلح مجاهدین خلق در اعتراضات تابستان ۱۴۰۰ مردم خوزستان حضور داشته‌اند، به‌جای ارائه مدرک برای اثبات گفته‌اش، با توهین خطاب به مهدوی‌آزاد، برای او از القابی چون بی‌مایه، دروغگو و نوچهٔ مسیح علی‌نژاد و حیوان و کوتوله استفاده کرد.

## انتخاب به عنوان مجری برنامه چشم‌انداز در شبکهایران اینترنشنال
او در تاریخ ۵ اردیبهشت ۱۴۰۳ به عنوان مجری برنامه چشم‌انداز در شبکه ایران اینترنشنال انتخاب شد و اکنون هم مجری این برنامه است. او در انتخابات ریاست جمهوری ۱۴۰۳ مجری ویژه برنامه انتخاب نظام ۱۴۰۳ در ایران اینترنشنال است.

## اتّهام‌ها در ایران
طبق اسناد افشاشده گروه عدالت علی از قوه قضاییه، مهدی مهدوی آزاد، در پرونده‌هایی با اتّهاماتی از جمله تبلیغ علیه نظام، به یک سال زندان، نوشتن تحقیق برای حکومت پهلوی، ارائه خدمات عمومی برای بیابان‌زدایی و پاکسازی زباله، تشویش اذهان عمومی، اهانت به رهبر و رئیس‌جمهوری و تلاش برای برهم زدن نظم عمومی محکوم شده است.